# Liste der Ministerpräsidenten des Kaisertums Österreich
Im Kaisertum Österreich wurde das Amt des Ministerpräsidenten in der Revolution von 1848 geschaffen. Er war der Regierungschef und stand den Ministern vor, zusammen mit ihnen bildete er den Ministerrat.
Zuvor gab es einen österreichischen Staatsrat, der vom Kaiser selbst geleitet wurde, wobei immer einzelne Fachminister eine gewisse Führungsposition einnahmen.
So zum Beispiel Johann Philipp von Stadion von 1805 bis 1809 oder Klemens Wenzel Fürst von Metternich, dem 1821 sogar der Titel Staatskanzler (wie schon 1742 Anton Corfiz Ulfeldt und 1753 Wenzel Anton von Kaunitz-Rietberg) verliehen worden war.
Der Ministerpräsident wurde vom Kaiser ernannt und entlassen; eine parlamentarische Kontrolle bestand nicht. Mit dem Tode von Felix Fürst zu Schwarzenberg im Frühjahr 1852 wurde der sogenannte Neoabsolutismus voll etabliert und das Amt des Ministerpräsidenten nicht wieder besetzt. Stattdessen stand nun wieder allein der Kaiser den Ministern vor. Es gab jedoch einen Vorsitzenden der Ministerkonferenz, wie die Tagung der Minister fortan genannt wurde. Freilich kam diesem zumindest eine koordinierende Aufgabe unter den Ministern zu. 1867 wurde mit dem Ausgleich die Doppelmonarchie in eine westliche und eine östliche Reichshälfte geteilt, wobei jede einen eigenen Regierungschef hatte.

## Staatskanzler
- Klemens Wenzel Fürst von Metternich (25. Mai 1821 – 13. März 1848)

## Ministerpräsidenten
- Franz Anton Graf von Kolowrat-Liebsteinsky (20. März 1848 – 19. April 1848)
- Karl Ludwig Graf von Ficquelmont (19. April 1848 – 4. Mai 1848)
- Franz Freiherr von Pillersdorf (4. Mai 1848 – 8. Juli 1848)
- Anton Freiherr von Doblhoff-Dier (8. Juli 1848 – 18. Juli 1848)
- Johann Freiherr von Wessenberg-Ampringen (18. Juli 1848 – 21. November 1848)
- Felix Fürst zu Schwarzenberg (21. November 1848 – 5. April 1852)

## Vorsitzende der Ministerkonferenz
- Karl Ferdinand Graf von Buol-Schauenstein (11. April 1852 – 21. August 1859; faktischer Regierungschef war Innenminister Alexander von Bach)
- Johann Bernhard Graf von Rechberg und Rothenlöwen (21. August 1859 – 4. Februar 1861)
- Rainer Ferdinand von Österreich: 4. Februar 1861 – 26. Juni 1865 (4. Februar 1861 – 26. Juni 1865; faktischer Regierungschef war Staatsminister Anton von Schmerling)
- Alexander Graf von Mensdorff-Pouilly (26. Juni 1865 – 27. Juli 1865)
- Richard Graf Belcredi (27. Juli 1865 – 7. Februar 1867)
- Friedrich Ferdinand Graf von Beust (7. Februar 1867 – 30. Dezember 1867)